# Myriophyllum tillaeoides
Myriophyllum tillaeoides är en slingeväxtart som beskrevs av Friedrich Ludwig Diels. Myriophyllum tillaeoides ingår i släktet slingor, och familjen slingeväxter. Inga underarter finns listade i Catalogue of Life.